# Mega Man 4
Mega Man 4, conosciuto in Giappone come Rockman 4: A New Ambition!! (ロックマン4 新たなる野望!!?, Rokkuman 4: Arata Naru Yabō!!) è il quarto videogioco della serie originale di Mega Man. Il videogioco è stato realizzato per NES in Europa e Nord America e per Super Famicom in Giappone. Tra la realizzazione del precedente capitolo della saga e di questo videogioco la Capcom prese in considerazione l'idea di trasferire la serie su SNES ma vi fu un repentino cambio d'idea che posticipò l'uscita del primo videogioco per quella console al 1993 con Mega Man X.
Il gioco è stato successivamente inserito nella collezione Rockman Complete Works per PlayStation del 1999 e nel Mega Man Anniversary Collection per PlayStation 2, Nintendo GameCube e Xbox.

## Trama
Nel 20XX, un anno dopo gli eventi del progetto Gamma e della scomparsa del Dr. Wily, il Dr. Light riceve una lettera da un misterioso scienziato russo chiamato Dr. Cossack che ha l'intenzione di mandare la sua armata di robot alla conquista del mondo per verificare chi tra lui ed il Dr. Light sia il migliore. Il Dr. Light non potendo rimanere indifferente a questi eventi richiama Mega Man dalla sua missione di ricerca del Dr. Wily e lo manda alla caccia dei Robot Masters del Dr. Cossack.
Questa volta però il Dr. Light ha un aggiornamento pronto per le armi di Mega Man. Ha modificato il classico "Buster" in dotazione all'androide in un'arma molto più potente il "Mega Buster" che gli permette di caricare il colpo emettendo un fascio di plasma concentrato ed estremamente distruttivo.
Sconfitti gli 8 Robot Masters costruiti dal Dr. Cossack, Mega Man si fa strada nella fortezza ghiacciata ma prima di poter dare il colpo di grazia allo scienziato russo, Proto Man si teletrasporta nella stanza con Kalinka, la figlia del Dr. Cossack rapita e tenuta in ostaggio dal Dr. Wily. Il Dr. Cossack infatti non è malvagio ma è stato solo ricattato dallo scienziato creduto scomparso ma che si nasconde solo nell'ombra macchinando contro Mega Man ed i suoi alleati. Ora che i piani del Dr. Wily sono stati rivelati Mega Man riparte alla caccia del suo storico avversario e lo raggiunge nel suo nuovo castello a forma di teschio (Skull Castle) dove riesce a sconfiggerlo ma non a catturarlo, infatti il Dr. Wily anche questa volta riesce a scappare.

## Caratteristiche del gioco
Questo videogioco della serie Mega Man include le seguenti caratteristiche:
- Introdotto il Mega Buster ("Neo Rock Buster" in Giappone), ottenuto tenendo premuto il pulsante di fuoco. Il caricamento del Mega Buster ha introdotto nuove meccaniche di gioco, ad esempio alcuni nemici si abbattono solo con un colpo concentrato. È stato anche modificato l'aspetto di Mega Man, che sembra lampeggiare, segnalando il livello di carica durante questa operazione. Essere colpiti dai nemici non interrompe il caricamento.
- Due nuove abilità a disposizione di Mega Man: un uncino utile per aggrapparsi alle pareti ed attaccare i nemici: il Wire Adaptor che si trova nel livello di Dive Man in una capsula contrassegnata dalla lettera W e un generatore di palloni che potranno essere utilizzati come piattaforme: il Balloon Adaptor che si trova nel livello di Pharaoh Man in una capsula contrassegnata dalla lettera B.
- Riappare in alcuni livelli Eddie un robot aiutante che dona al protagonista un oggetto a caso.
- Come in Mega Man 2 è presente un livello in cui lo schermo si muove automaticamente senza seguire Mega Man.
- Nel gioco è presente un glitch per cui nei livelli della fortezza del Dr. Cossack il secondo punto di salvataggio, che si trova tra i due boss, alcune volte non funziona.
- Quando il Pharaoh Shot si sta caricando, una sfera arancione appare sopra Mega Man e cresce con il passare dei secondi; questa può colpire i nemici se ne vengono a contatto e quindi scomparire, ma Mega Man può comunque lanciare un secondo Pharaoh Shot caricato quando il giocatore rilascia il tasto B. Non si sa se anche questo è un glitch o una scelta volontaria dei programmatori.
- In questo gioco vengono per la prima volta rivelate le origini di Mega Man. Nella versione americana per NES, in quella dell'Anniversary Collection il nome del protagonista è Rock come per quella giapponese.
- Al contrario di Mega Man 2 e 3 il giocatore può rivisitare gli schermi già completati ma senza che riappaiano i Robot Masters (prima volta nella serie).
- Il giocatore inizierà o continuerà il gioco sempre con 3 vite.
- Il massimo numero di vite accumulabili è 10.
- Questo è il videogioco della serie originale in cui sono presenti il maggior numero di armi.
- Questo è l'ultimo videogioco della serie ad includere il Rush Marine.
- È anche l'ultimo in cui Mega Man "sembra" lanciare alcune armi (Rain Flush, Pharaoh Shot e Balloon).
- Vi sono numerose similitudini con Mega Man 2 dalle musiche ad alcuni livelli.
- Come in tutti i giochi di Mega Man i Robot Masters sono disegnati da bambini giapponesi, un caso particolare è Dust Man che venne disegnato dal magaka di Eyeshield 21, Yūsuke Murata autore inoltre in Mega Man 5 di Crystal Man.
- Il record del completamento più veloce (40'50") presente in Speed Demo Archives, è detenuto da Tom Radovich.

## Robot Masters
| #   | Robot Master | Disegnatore       | Arma | Debolezza |
| --- | ------------ | ----------------- | --- | --- |
| 025 | Bright Man   | Yoshitaka Enomoto | Flash Stopper (Flash immobilizzante) Mega Man emette un flash che acceca i nemici e impedisce loro di muoversi.                                                                      | Rain Flush (I liquidi, come gli acidi, possono danneggiare irreparabilmente oggetti come lampadine.)                                                                                                 |
| 026 | Pharaoh Man  | Takayuki Ebara    | Pharaoh Shot (Colpo del faraone) Una potente sfera di energia solare che può essere caricata per aumentarne la potenza.                                                              | Flash Stopper (Pharaoh Man è abituato alla visuale al buio ed è quindi facile da accecare. Inoltre, i flash possono danneggiare alcuni artefatti.)                                                   |
| 027 | Drill Man    | Masayuki Hoshi    | Drill Bomb (Bomba trivella) Una trivella esplosiva che può penetrare le barriere. È anche una bomba che può esplodere a comando remoto.                                              | Dive Missile (Il missile può inseguire Drill Man anche mentre è sottoterra.) |
| 028 | Ring Man     | Hiromi Uchida     | Ring Boomerang (Anello boomerang) Un anello che funge da boomerang. Ha una gittata limitata, ma può colpire più volte se usato bene.                                                 | Pharaoh Shot (Gli anelli di Ring Man sono fatti di metallo, e quindi sono vulnerabili al fuoco.) |
| 029 | Toad Man     | Atsushi Ootsuka   | Rain Flush (Getto di pioggia) Emette una pioggia acida che causa danni a tutti i nemici.                                                                                             | Drill Bomb (Oggetti affilati come trapani possono penetrare il corpo dei rospi.) |
| 030 | Dust Man     | Yusuke Murata     | Dust Crusher (Spaccapolvere) Una bomba racchiusa in una sfera di rottami metallici. Se colpisce qualcosa, si divide in quattro shrapnel.                                             | Ring Boomerang (Gli anelli possono inceppare il tubo di aspirazione sulla testa di Dust Man, causandogli danni interni.)                                                                             |
| 031 | Dive Man     | Suguru Nakayama   | Dive Missile (Missile a immersione) Un missile che prende di mira i nemici. | Skull Barrier (Dive Man rappresenta la marina, e i teschi rappresentano la morte o i pirati, il peggior nemico dei marinai.)                                                                         |
| 032 | Skull Man    | Toshiyuki Miyachi | Skull Barrier (Barriera di teschi) Quattro teschi circondano Mega Man come barriera. Simile al Leaf Shield di Wood Man in Mega Man 2, ma lo scudo non vola via se Mega Man si muove. | Dust Crusher (La polvere e la spazzatura non fanno bene ai fossili o altro. Inoltre, i frammenti del Dust Crusher possono incastrarsi nei componenti interni di Skull Man, causandogli gravi danni.) |

## Boss nel castello del Dr. Cossack
- Airborne Drill: Il primo boss del castello è una specie di falena robotica gigante che attacca Mega Man in due modi: con un canonico laser e distruggendo il pavimento non lasciando così nessuno spazio di fuga all'eroe. Il suo punto debole è il Ring Boomerang.
- Switch Room: Questo boss è diviso in tre parti che volano per lo schermo a diverse velocità per ricongiungersi ogni tanto in una specie di stanza quadrata il cui punto debole è "l'occhio" rosso al proprio interno. Per sconfiggerlo Mega Man deve riuscire ad entrargli all'interno e colpirlo ripetutamente, il Dust Crusher è l'arma più potente in questo scontro.
- Wall Climber Duo: Questi boss assomigliano molto a due granchi che entreranno successivamente nello schermo di combattimento. Mega Man ha a disposizione solo tre piattaforme su cui muoversi mentre il boss può spostersi lungo tutte e quattro le pareti, proprio per questo l'utilizzo del Dive Missile è determinante.
- Dr. Cossack - Cossack Catcher: Il Dr. Cossack non attacca direttamente Mega Man ma lo fa tramite il suo U.F.O. dotato di due potentissime pinze. Pochi colpi ben assestati con il Dust Crusher ed entrerà in scena Proto Man con Kalinka la figlia del professore.

## Boss nel castello del Dr. Wily
- Super Metool: Un Metool gigante che si aggira per lo schermo, durante il combattimento richiamerà a sé quattro compagni di dimensione normale.
- Turbo Blaster: Un robot gigante che restando immobile attacca Mega Man da un lato dello schermo, l'unica possibilità per l'androide di sconfiggerlo è quella di saltare sulle piattaforme e colpirlo con il Ring Boomerang nel suo oblò verde.
- Dr. Wily - Wily Machine 4: Il Dr. Wily attacca Mega Man dalla sua macchina volante, la prima parte dello scontro è lineare e basta colpire lo schermo a forma di teschio che protegge la macchina, la seconda parte è decisamente più ardua, infatti l'unica arma in grado di infliggere qualche danno alla malvagia invenzione è il Drill Bomb che però non deve colpire direttamente il bersaglio ma deve essere fatta esplodere giusto qualche istante prima del contatto.
- Dr. Wily - Wily Capsule: In questo scontro il Dr. Wily utilizza l'oscurità per celare i propri movimenti e colpire Mega Man. Sfortunatamente per il dottore al momento di lasciar partire un colpo la sua posizione viene rivelata lasciando così la possibilità a Mega Man di colpirlo con il Pharaoh Shot arrecandogli dei danni terrificanti.